# Schneider Cordeiro da Silva
Schneider Cordeiro da Silva (Itiquira-MT, 29 de outubro de 1982) é um futebolista brasileiro que joga na lateral-direita.

## Carreira
Revelado nas categorias de base do Flamengo, onde jogou de 1999 a 2003 e foi contemporâneo do “Imperador” Adriano, do atacante Jean e do volante Ibson, Schneider fez apenas 1 jogo como profissional, que aconteceu no dia 24 de Julho de 2003 (Flamengo 2x1 Internacional). Passou por Nova Iguaçu e Santos, com o qual foi Campeão da Copa Federação Paulista de 2004 antes de chegar ao Volta Redonda. Neste clube, em 2005, viveu seu melhor ano como profissional conquistando a Copa Finta Internacional, e se destacando no vice-campeonato estadual, torneio no qual recebeu o prêmio de Revelação do Campeonato Carioca. Por conta deste destaque, foi vendido ao Fluminense, numa negociação polêmica. Polêmica porque, antes mesmo da final contra o Fluminense, vazou a notícia de que ele já havia sido negociado com o clube das Laranjeiras, o que despertou a desconfiança da torcida, uma vez que o Voltaço perdeu a final para a equipe tricolor. No tricolor carioca, chegou a fazer 19 jogos, dos quais as 2 Finais da Copa do Brasil de 2005, onde o Fluminense perdeu para o Paulista.
Em 2006, atuou o primeiro semestre pelo tricolor carioca. Após este passagem pelas Laranjeiras, o atleta virou um cigano da bola, atuando por diversos clubes, mas sem muito destaque. Seu último clube foi o Aurora-MT

### Histórico
| Ano       | Clube              |
| --------- | ------------------ |
| 1999-2003 | Flamengo           |
| 2003-2004 | Nova Iguaçu        |
| 2004      | Santos             |
| 2004-2005 | Volta Redonda      |
| 2005      | Fluminense         |
| 2006      | Nova Iguaçu        |
| 2006      | CRB                |
| 2007      | Nova Iguaçu        |
| 2007      | Gama               |
| 2007      | Bangu              |
| 2008      | Volta Redonda      |
| 2008      | Macaé              |
| 2008      | Goytacaz           |
| 2008-2009 | Caxias RS          |
| 2009      | Mineiros           |
| 2010      | Fênix 2005         |
| 2010-2011 | Cabofriense        |
| 2011      | União Rondonópolis |
| 2012      | Vila Aurora-MT     |

## Títulos e Honrarias

### Individuais
- 2005 - Revelação do Campeonato Carioca[9]

### Por Clubes
- 2004 - Campeão da Copa Federação Paulista com o Santos.[2]
- 2005 - Copa Finta Internacional com o Volta Redonda[3]
- 2005 - Campeão da Taça Guanabara com o Volta Redonda[2]
- 2005 - Vice-campeão do Campeonato Carioca com o Volta Redonda
- 2005 - Vice-campeão da Copa do Brasil com o Fluminense[8]